# Oh Yeon-kyo
Oh Yeon-kyo (25 de maio de 1960 - 27 de setembro de 2000) é um ex-futebolista profissional e treinador coreano, que atuava como goleiro.

## Carreira
Oh Yeon-kyo fez parte do elenco da Seleção Coreana de Futebol da Copa do Mundo de 1986 